# Ur svenska hjärtans djup en gång

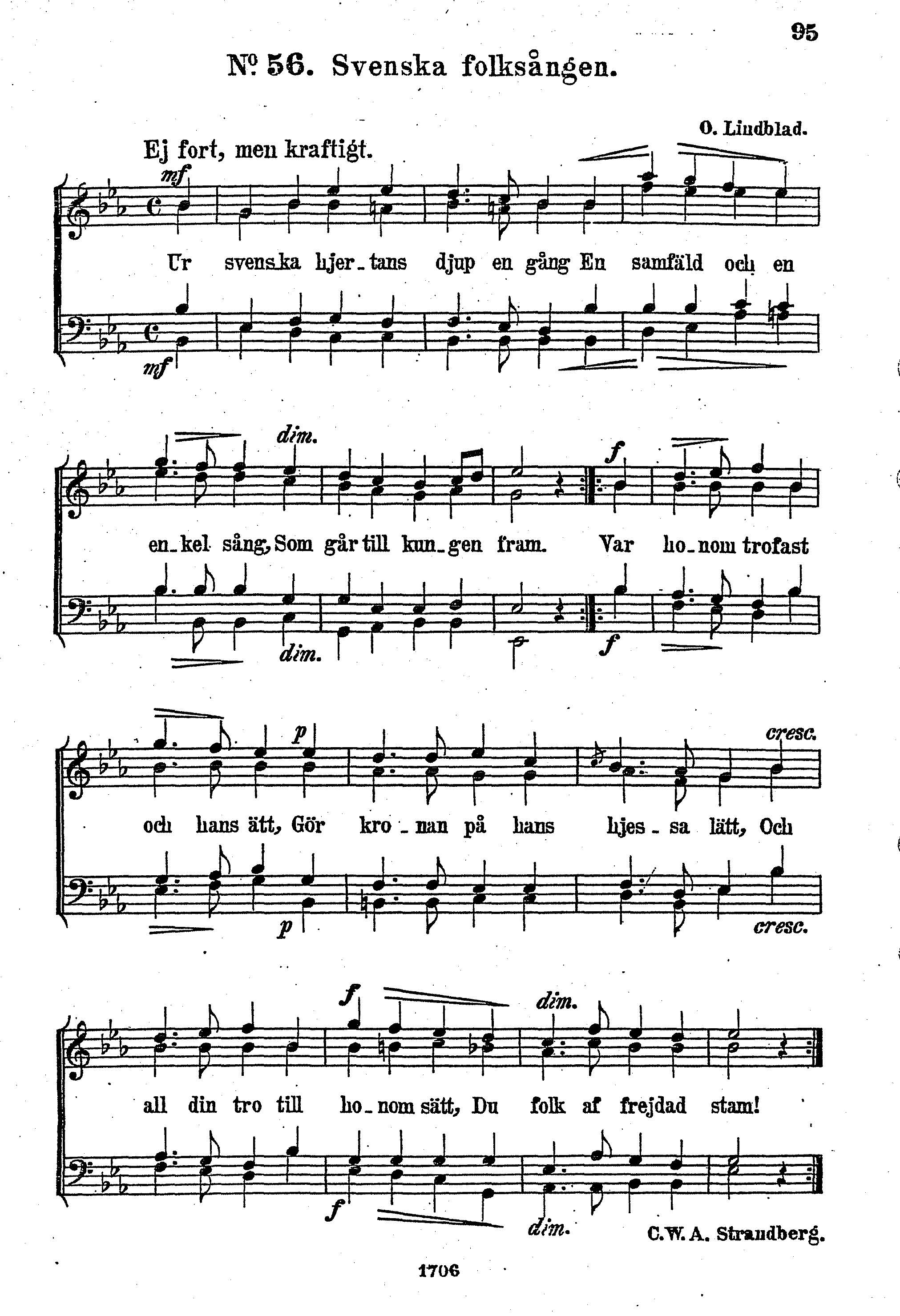
De originele muziek voor mannenkoor door Otto Lindblad.

"Kungssången" (Het Koningslied) is het koninklijke volkslied van Zweden. Het lied wordt ook wel Ur svenska hjärtans djup en gång (Eens uit de diepte van de Zweedse harten) genoemd. 
De tekst is geschreven door Carl Vilhelm August Strandberg en de muziek is gemaakt door Otto Lindblad. Het lied nam de plaats in van het lied Bevare Gud vår kung dat op de melodie van het Britse God Save the King werd gezongen. Het lied werd het officiële volkslied in 1893.
Kungssången
1. Ur svenska hjärtans djup en gång
en samfälld och en enkel sång,
som går till kungen fram!
Var honom trofast och hans ätt,
gör kronan på hans hjässa lätt,
och all din tro till honom sätt,
du folk av frejdad stam!
2. O konung, folkets majestät
är även ditt: beskärma det
och värna det från fall!
Stå oss all världens härar mot,
vi blinka ej för deras hot:
vi lägga dem inför din fot -
en kunglig fotapall.
3. Men stundar ock vårt fall en dag,
från dina skuldror purpurn tag,
lyft av dig kronans tvång
och drag de kära färger på,
det gamla gula och det blå,
och med ett svärd i handen gå
till kamp och undergång!
4. Och grip vår sista fana du
och dristeliga för ännu
i döden dina män!
Ditt trogna folk med hjältemod
skall sömma av sitt bästa blod
en kunglig purpur varm och god,
och svepa dig i den.
5. Du himlens Herre, med oss var,
som förr du med oss varit har,
och liva på vår strand
det gamla lynnets art igen
hos sveakungen och hans män.
Och låt din ande vila än
utöver nordanland!